# 산테리아

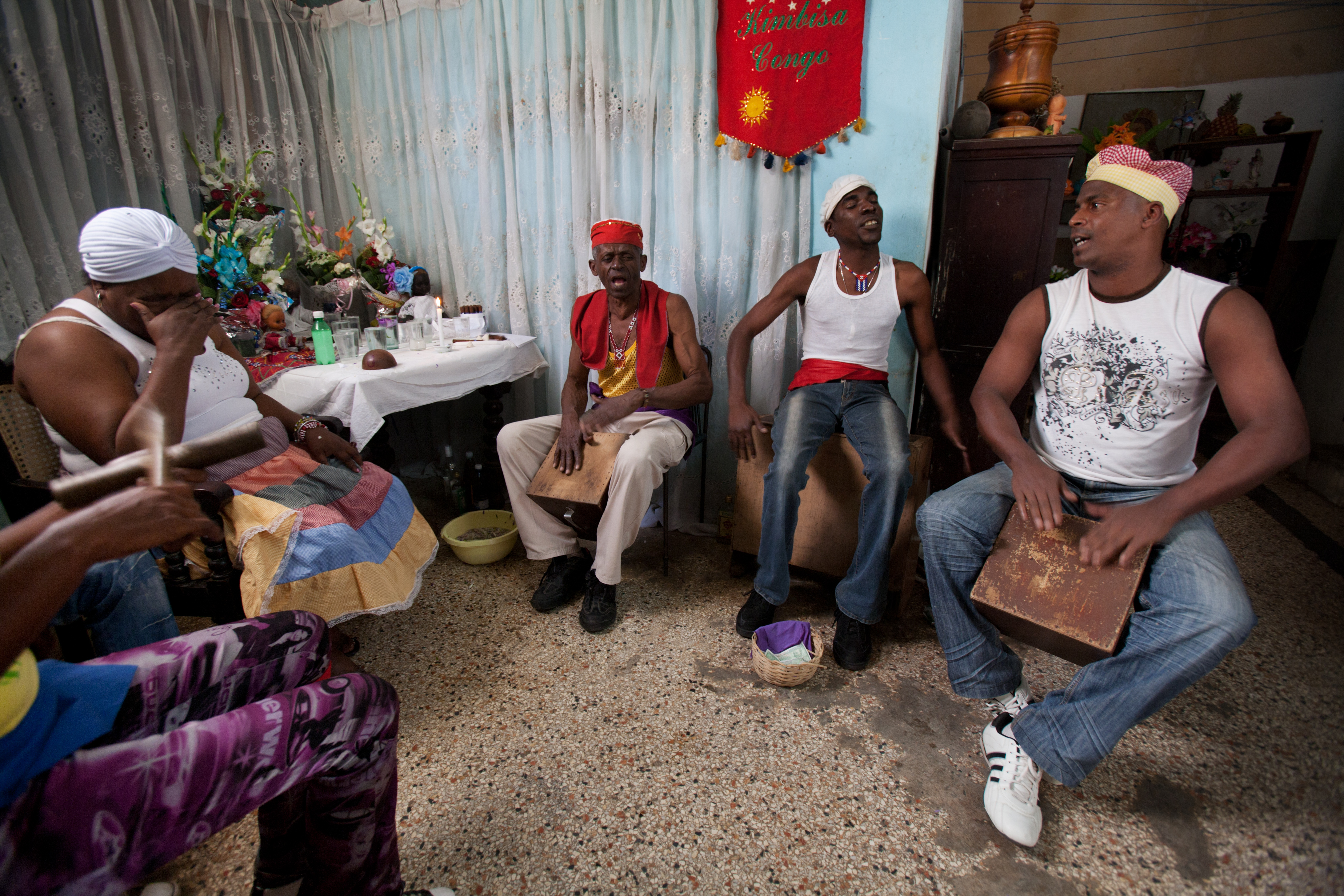
산테리아의 의식

산테리아(Santería)는 아프리카 토속 신앙의 영향을 받은 카리브 제도 기원의 종교로, 스페인 제국 시기 서아프리카 출신자 사이에서 형성되었다.
산테리아는 스페인어로 '성인 숭상'라는 뜻이며, 전례 언어는 요루바어의 한 갈래인 루쿠미어이다. 노예로 카리브 제도에 끌려온 요루바족의 종교가 로마 카톨릭 교회와 토착 원주민 신앙의 영향을 받아 혼합되면서, 산테리아가 만들어졌다. 요루바 기원의 루쿠미 족은, 천주교 사회에서 전통 신앙의 대상이었던 오리샤를 유지하기 위해, 오리샤를 천주교 성인과 일치시켰다.